# Detlef Lewe
Detlef Lewe, né le 20 juin 1939 à Dortmund et mort le 1er octobre 2008 à Munich, est un kayakiste allemand. 

## Carrière
Detlef Lewe remporte aux Jeux olympiques de 1968 à Mexico la médaille d'argent en C-1 1 000 m et aux Jeux olympiques de 1972 à Munich la médaille de bronze en C-1 1 000 m.
Il est le porte-drapeau de la délégation ouest-allemande à la cérémonie d'ouverture des Jeux de Munich.

## Vie privée
Il est l'ex-mari de la kayakiste Barbara Schüttpelz.